# 上環市政大廈
上環市政大廈（英語：Sheung Wan Municipal Services Building）是香港一座多用途的市政大樓，位於香港島上環皇后大道中345號（文咸東街126號），由建築署設計。3面分別為皇后大道中（南面）、摩利臣街（東面）及文咸東街（北面），內設街市、熟食中心、體育館等市政設施。大樓中層附設上環文娛中心，為區內主要文化藝術場地之一；香港話劇團、香港中樂團及香港舞蹈團的辦事處或／及排練室亦設於此大樓。

## 歷史

舊上環街市南座

上環市政大廈前身為舊上環街市南座（英文：South Block of Western Market），位於文咸東街126號，於1858年落成，較舊上環街市北座（即今日的西港城）早約半世紀落成。舊上環街市南座以紅磚和麻石建成，採用維多利亞時代古典建築風格，具有多個圓拱。落成初期街市設備簡陋，後於1939年擴建，撥地安置原於街市門前十王殿（今稱上環坊／上環文化廣場）一帶的水果檔，並且於十王殿加建公共廁所。
至1983年，為配合地鐵港島綫建造工程，政府宣佈清拆舊上環街市南座及其周邊建築物，並於原址興建上環市政大廈取代其功能。現今的上環市政大廈檔位於1989年7月抽籤，9月起入伙，並於同年12月19日由市政局議員霍士傑主持揭幕儀式（室內運動場早於5月1日已啟用），自此北便上環街市完成歷史任務，土地發展公司（今市區重建局）宣布將大樓騰空發展，改建為西港城。當時大廈由市政局管理，故英文名為「Urban Council Sheung Wan Complex」。在2000年，香港政府解散兩個市政局、總署和康體發展局，市政大廈內的設施分別由新成立的食環署及康樂及文化事務署接管，英文名稱後來亦改用現稱。
全幢大樓於2007年1月完成外牆美化工程及裝修。

## 設施
| 樓層      | 設施                                                                                             |
| --------- | ------------------------------------------------------------------------------------------------ |
| 地下及1樓 | 上環街市、上環市政大廈垃圾收集站、地庫停車場永樂街公廁（位於文咸東街近南島商業大廈）             |
| 1樓       | 上環街市                                                                                         |
| 2樓       | 上環熟食中心                                                                                     |
| 3樓       |                                                                                                  |
| 4樓       | 上環文娛中心（美術室及音樂練習室）香港話劇團辦事處                                               |
| 5樓       | 上環文娛中心（劇院及演講廳）（地方合作夥伴：一條褲）                                             |
| 6樓       | 上環文娛中心（展覽廳）（地方合作夥伴：i stage）                                                  |
| 7樓       | 上環文娛中心（排練廳及舞蹈練習室）香港中樂團辦事處及排練室                                       |
| 8樓       | 香港舞蹈團「8樓平台」（排練室）及香港話劇團 「黑盒劇場」                                         |
| 9樓       | 康樂及文化事務署香港公共圖書館採編組                                                             |
| 10樓      | 康樂及文化事務署中西區康樂事務辦事處 食物環境衞生署中西區環境衛生辦事處                          |
| 11樓      | 香港小童群益會上環青少年綜合服務中心 聖雅各福群會中西區長者地區中心 上環體育館（健身室／舞蹈室） |
| 12樓      | 上環體育館（羽毛球/排球場）                                                                      |
| 13樓      | 政府部門辦事處                                                                                   |

### 上環街市及熟食中心

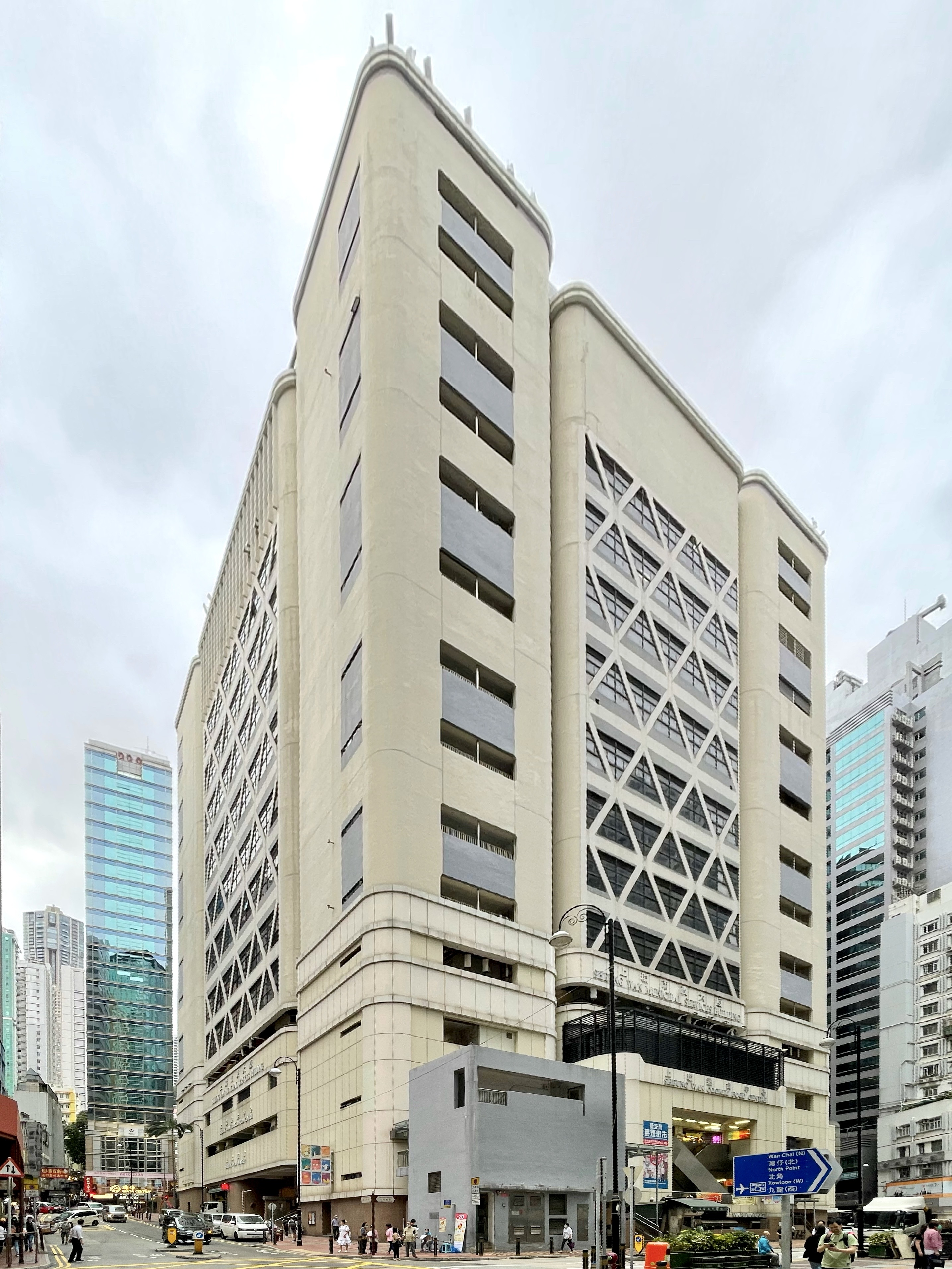
上環市政大廈

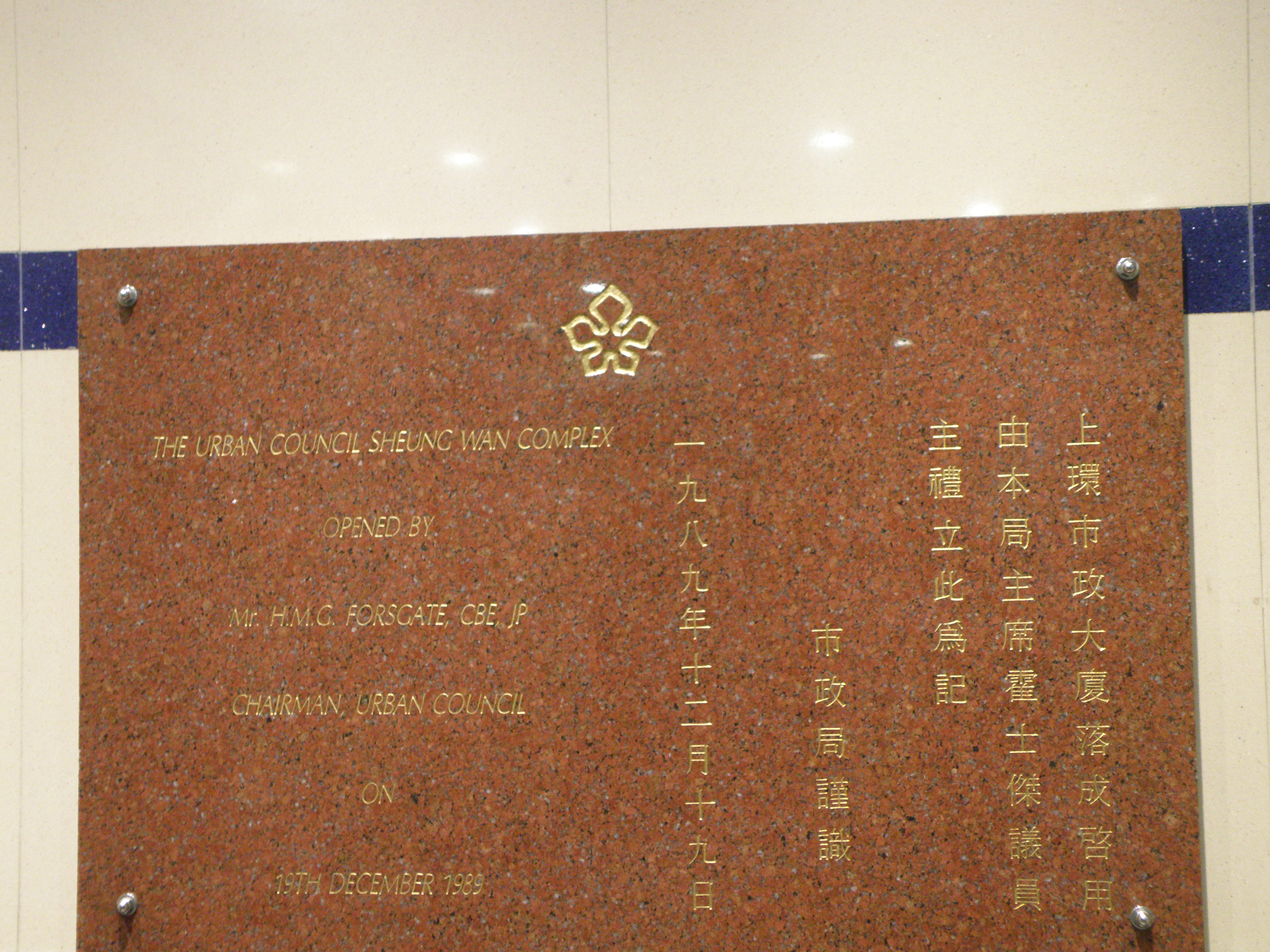
上環市政大廈於1989年12月19日由市政局議員霍士傑主持揭幕儀式

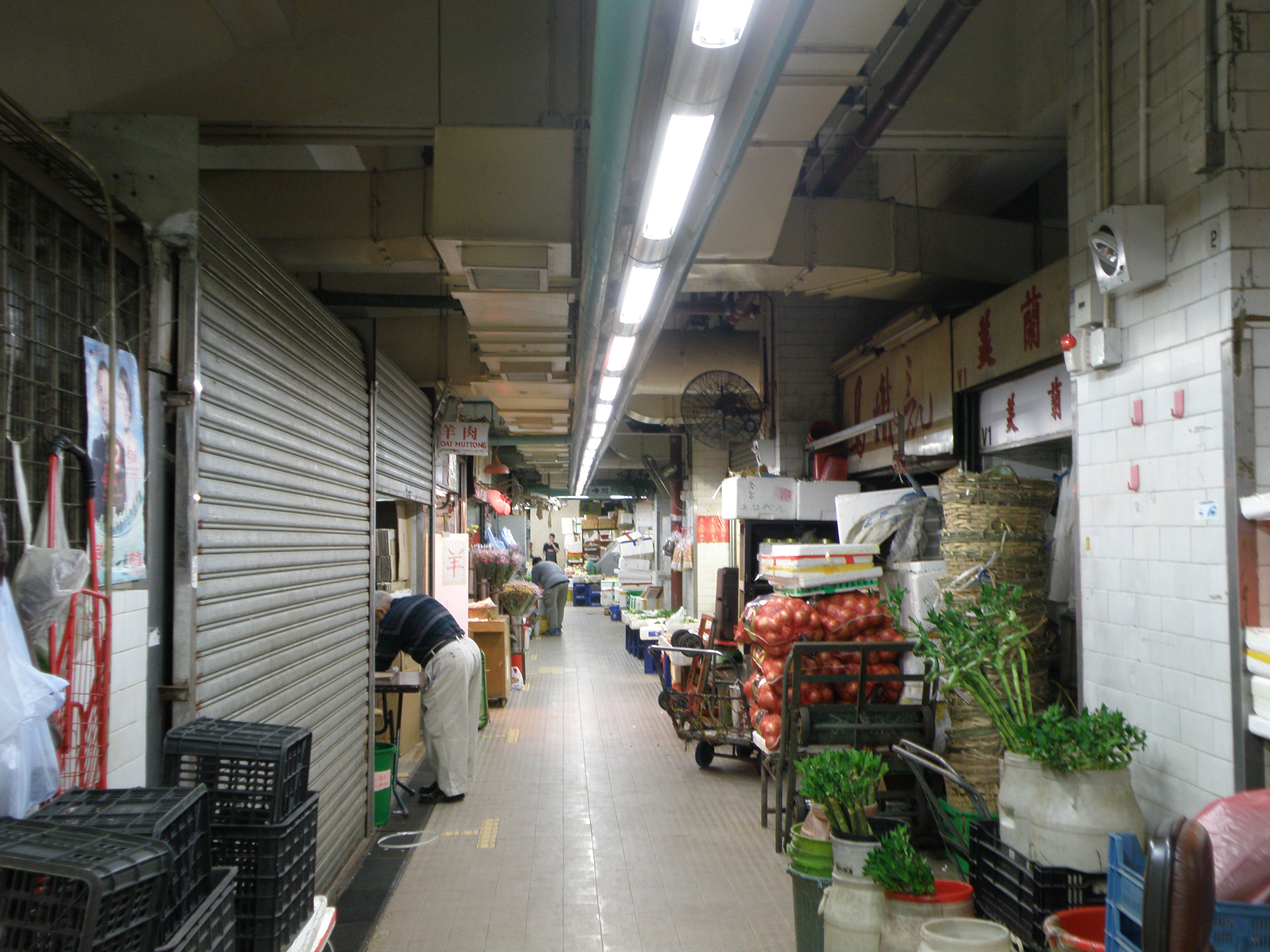
1樓上環街市

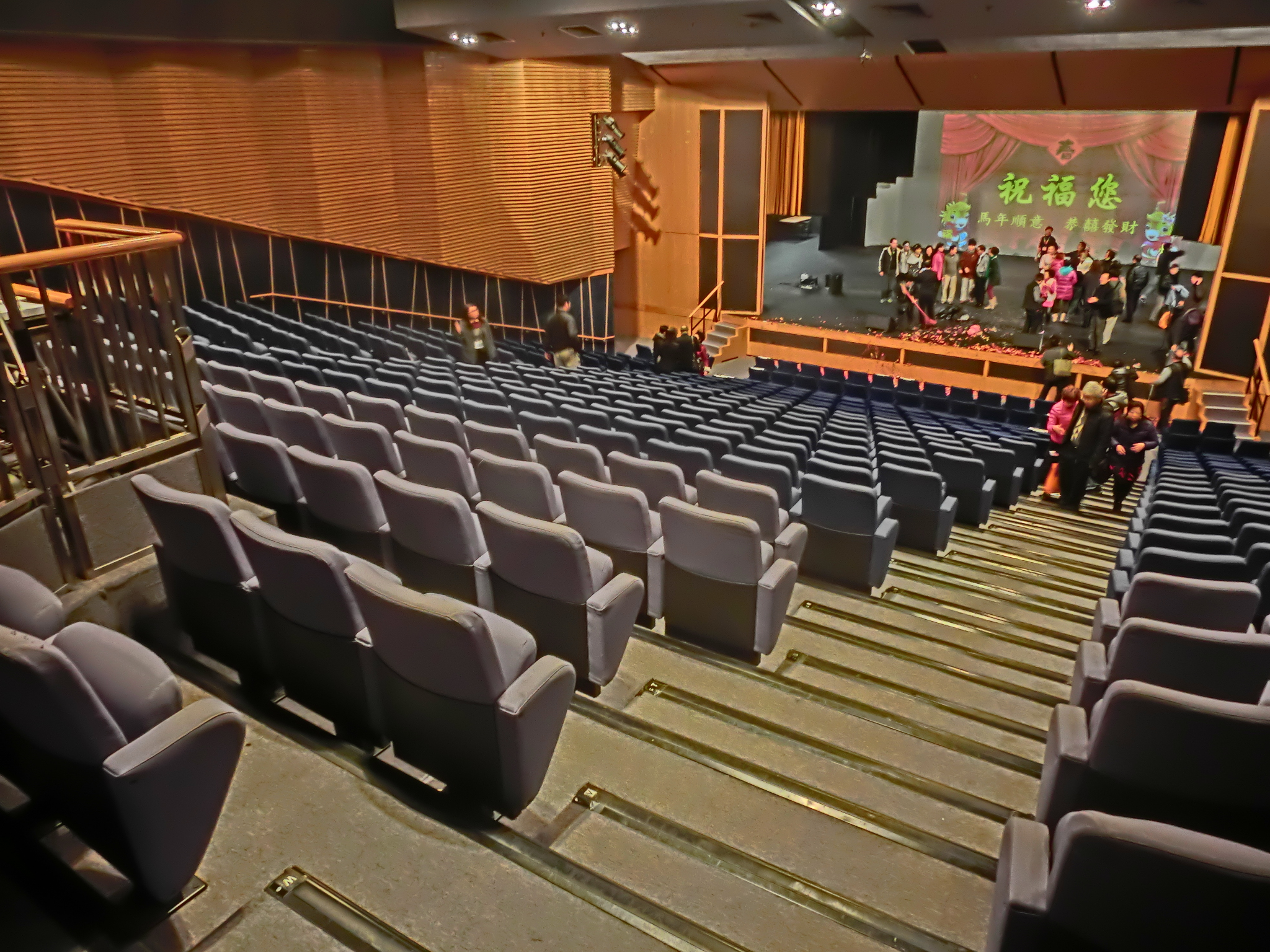
5樓劇院

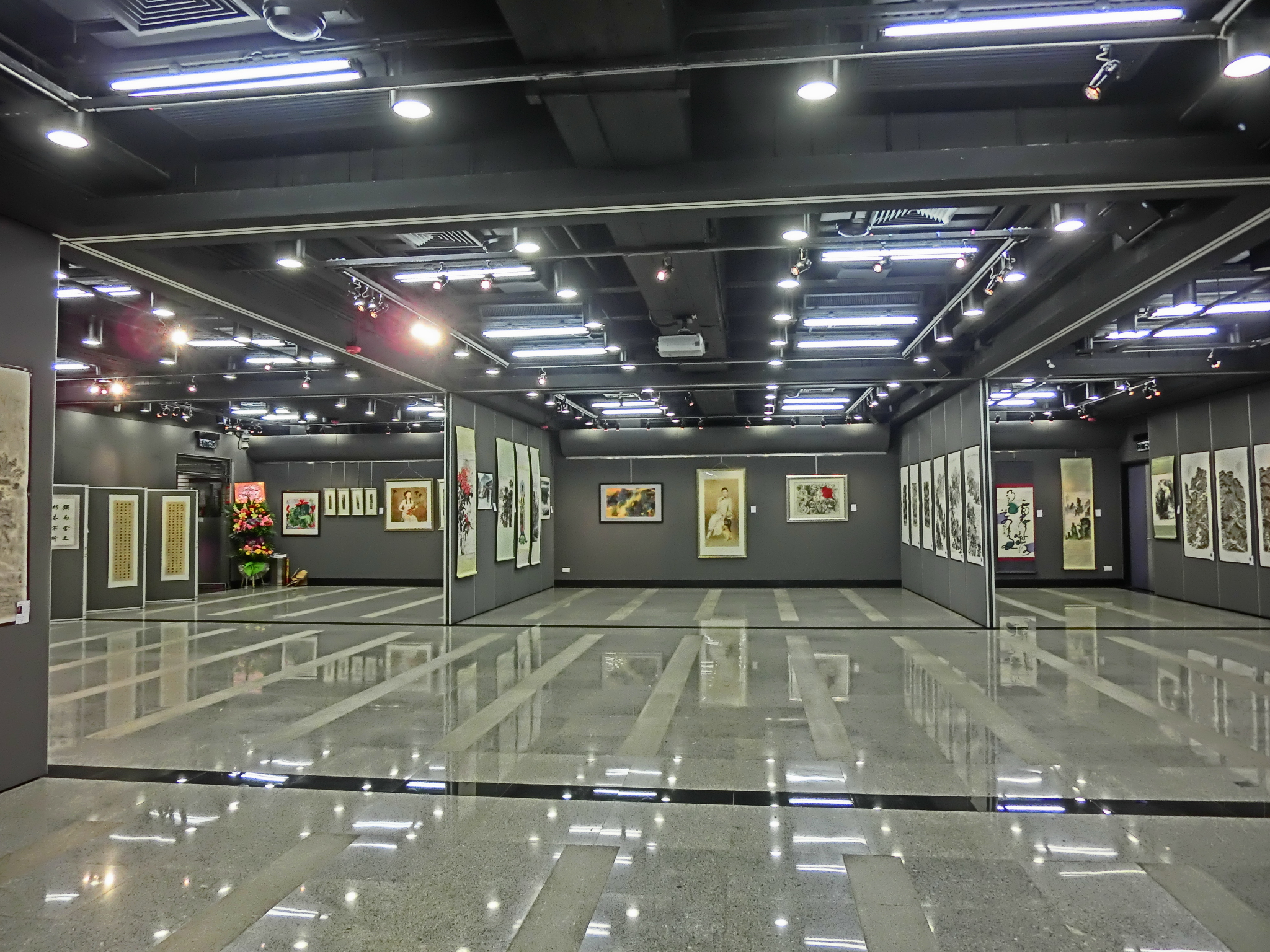
6樓展覽廳

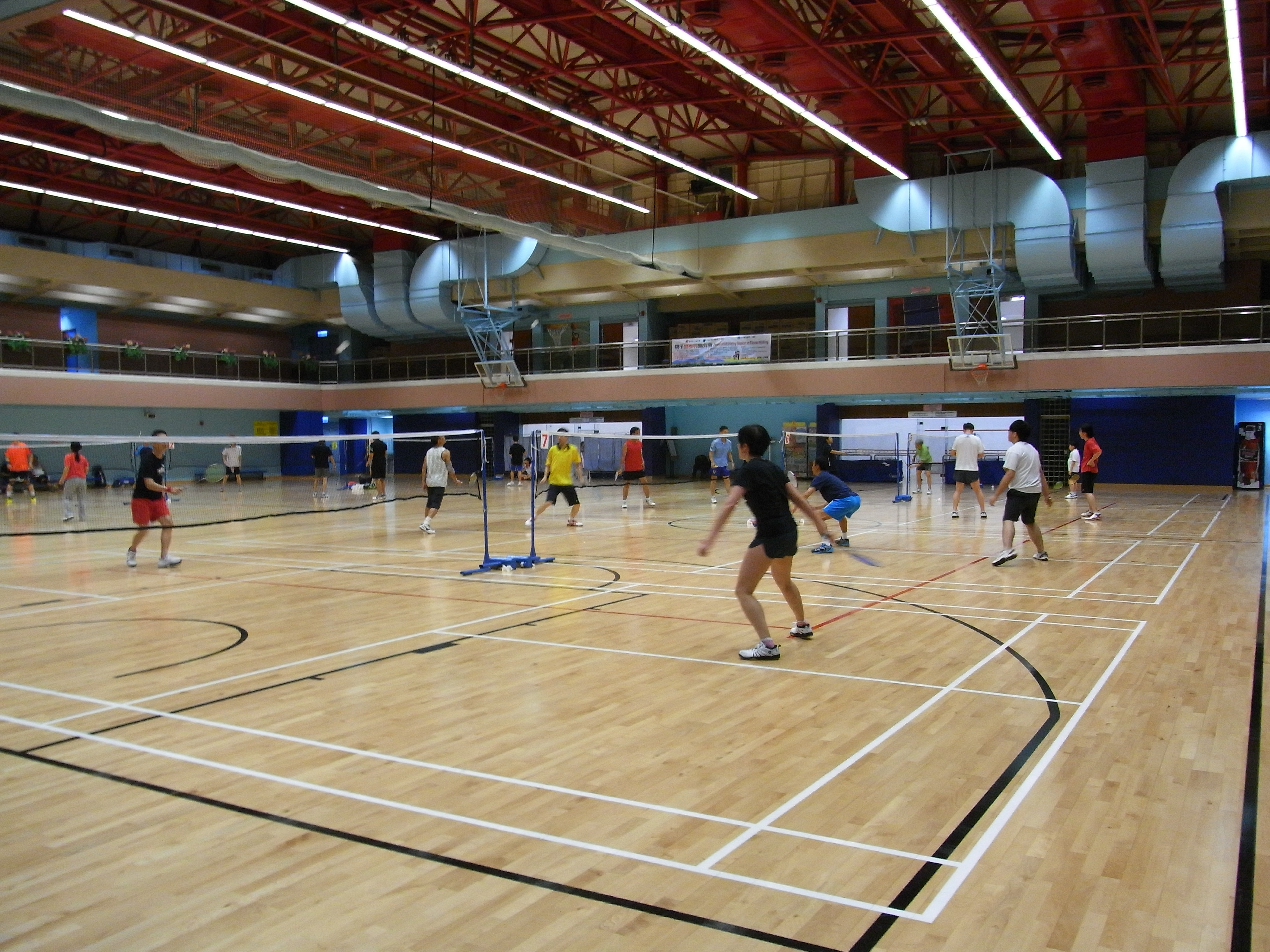
12樓上環體育館

上環街市（Sheung Wan Market）設於上環市政大廈地下(G)及1樓，共有226個枱位，地下主要售賣魚類、家禽及燒味，一樓則以鮮肉、凍肉、乾貨、濕貨及水果為主，每日06:00-20:00營業。街市於1989年12月19日隨市政大廈落成啟用，取代舊上環街市之功能。
上環熟食中心（Sheung Wan Cooked Food Centre）設於市政大廈2樓，設有多個售賣熟食的攤位，於每日上午6時至凌晨2時營業，在三角碼頭起家，經營超過六十年以潮州菜馳名中外的兩興潮州酒家改名「聯興潮州小廚」，在熟食中心以原班人馬營業。

### 上環文娛中心
上環文娛中心（Sheung Wan Civic Centre）設於4至7樓，設有排練廳、舞蹈練習室、展覽廳、劇院、演講廳、美術室及音樂練習室，為區內居民提供文娛康樂場地，另文娛中心於大廈地下設有獨立電梯大堂，內設城市電腦售票網售票櫃位。

### 上環體育館
上環體育館（Sheung Wan Sports Centre），舊稱市政局上環市政大廈室內運動場（Urban Council Sheung Wan Indoor Games Hall），是香港的一個室內體育館設施，於1989年5月1日啟用，位於市政大廈11-12樓。
大廈12樓設有一個多用途主場，可分間為2個籃球場／排球場或8個羽毛球場，而11樓則是小型活動室，設有一間健身室、一間舞蹈室及五間壁球室（可用作小型活動室或乒乓球室）。

### 圖書館
大樓內並未設有香港公共圖書館分館，只有圖書館採編組辦事處。
上環區居民及中西區區議員自市政大廈落成以來一直爭取於市政大廈內增設公共圖書館，方便居民借閱圖書，免卻前往他區圖書館（如大會堂公共圖書館及石塘咀公共圖書館）之麻煩，惟多年來一直不得要領，香港公共圖書館亦未有計劃於上環區增設分館。

## 圖片集

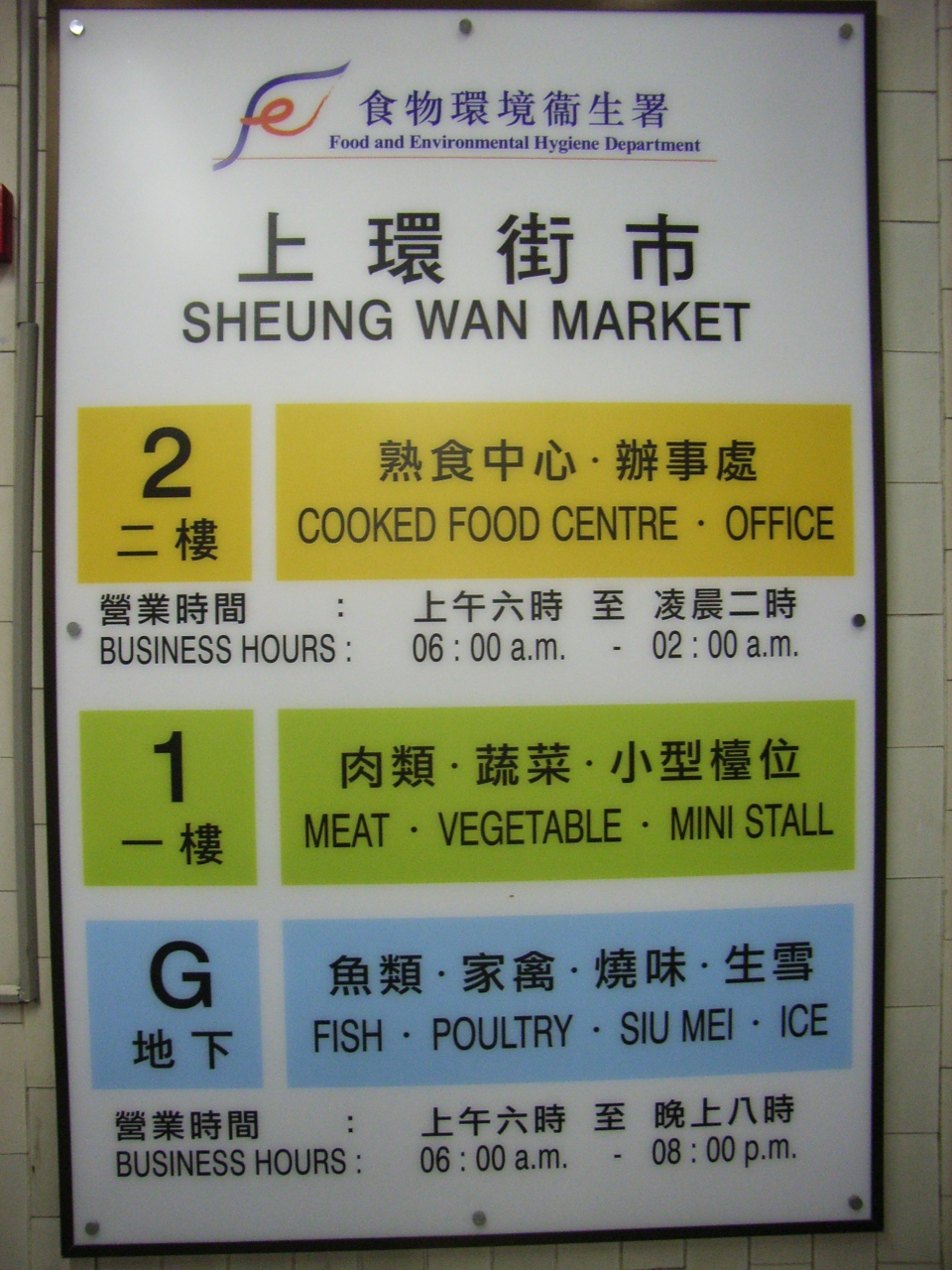
上環市政大廈地下至二樓的上環街市
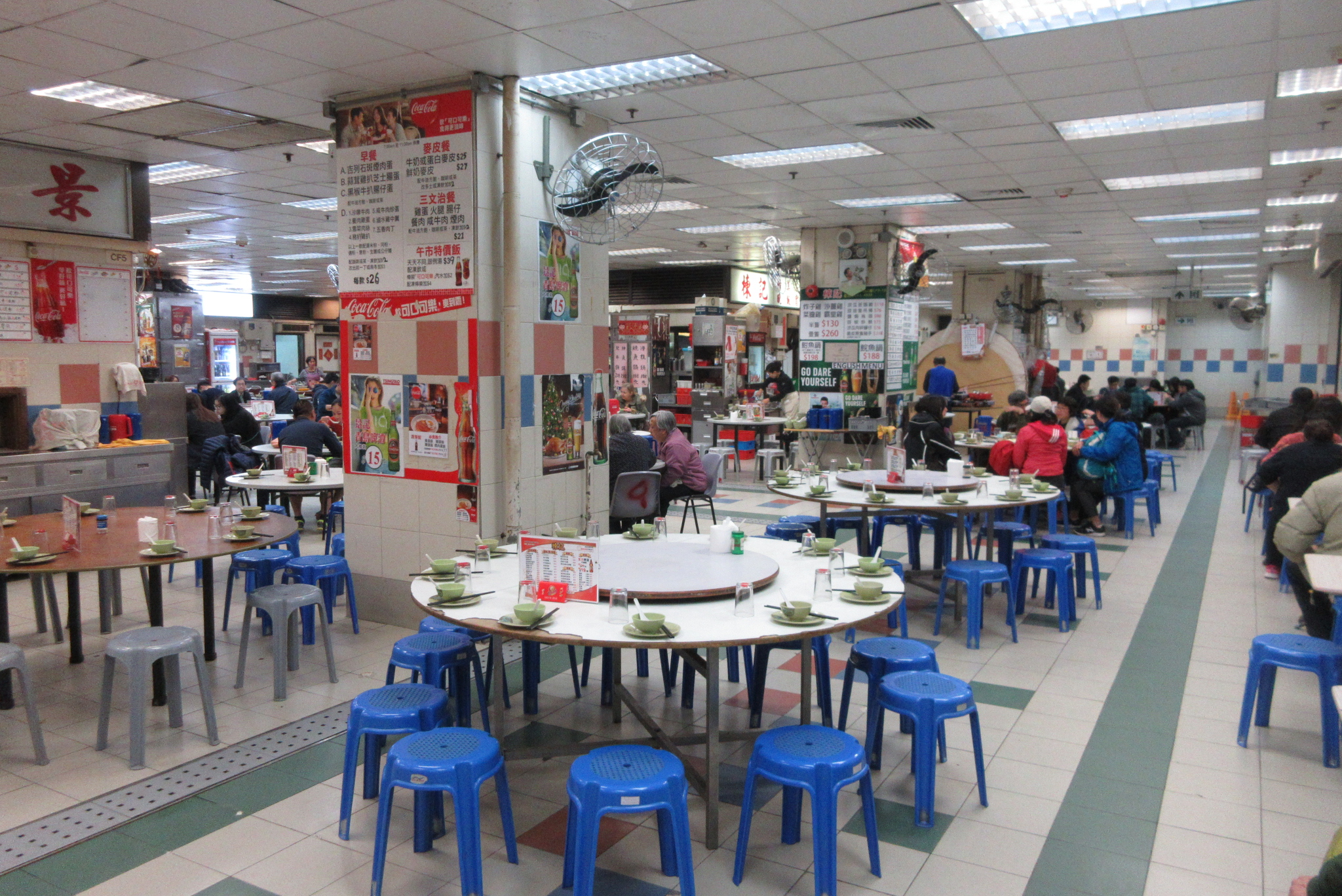
上環市政大廈二樓的上環熟食中心
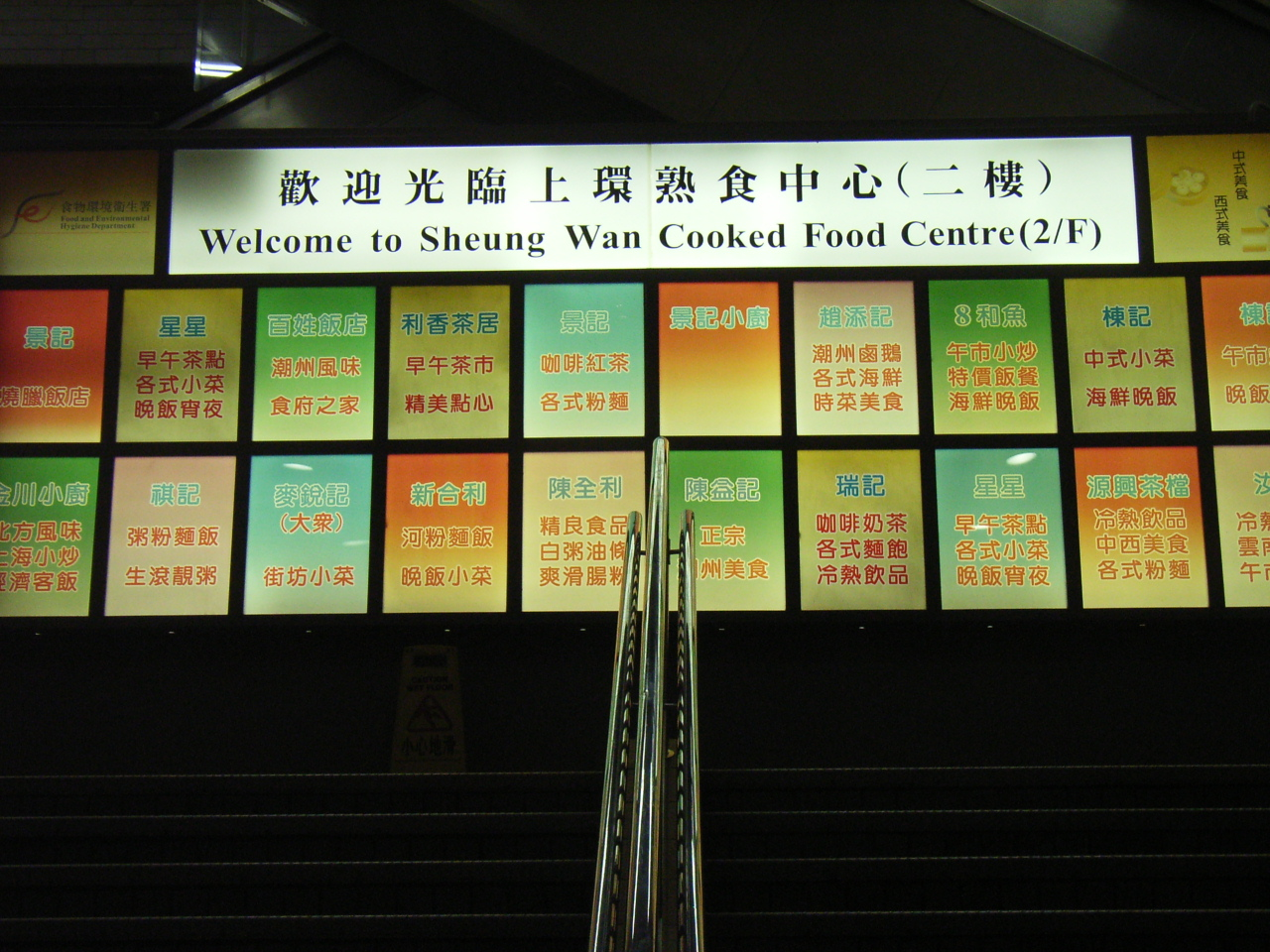
上環市政大廈2樓的上環熟食中心
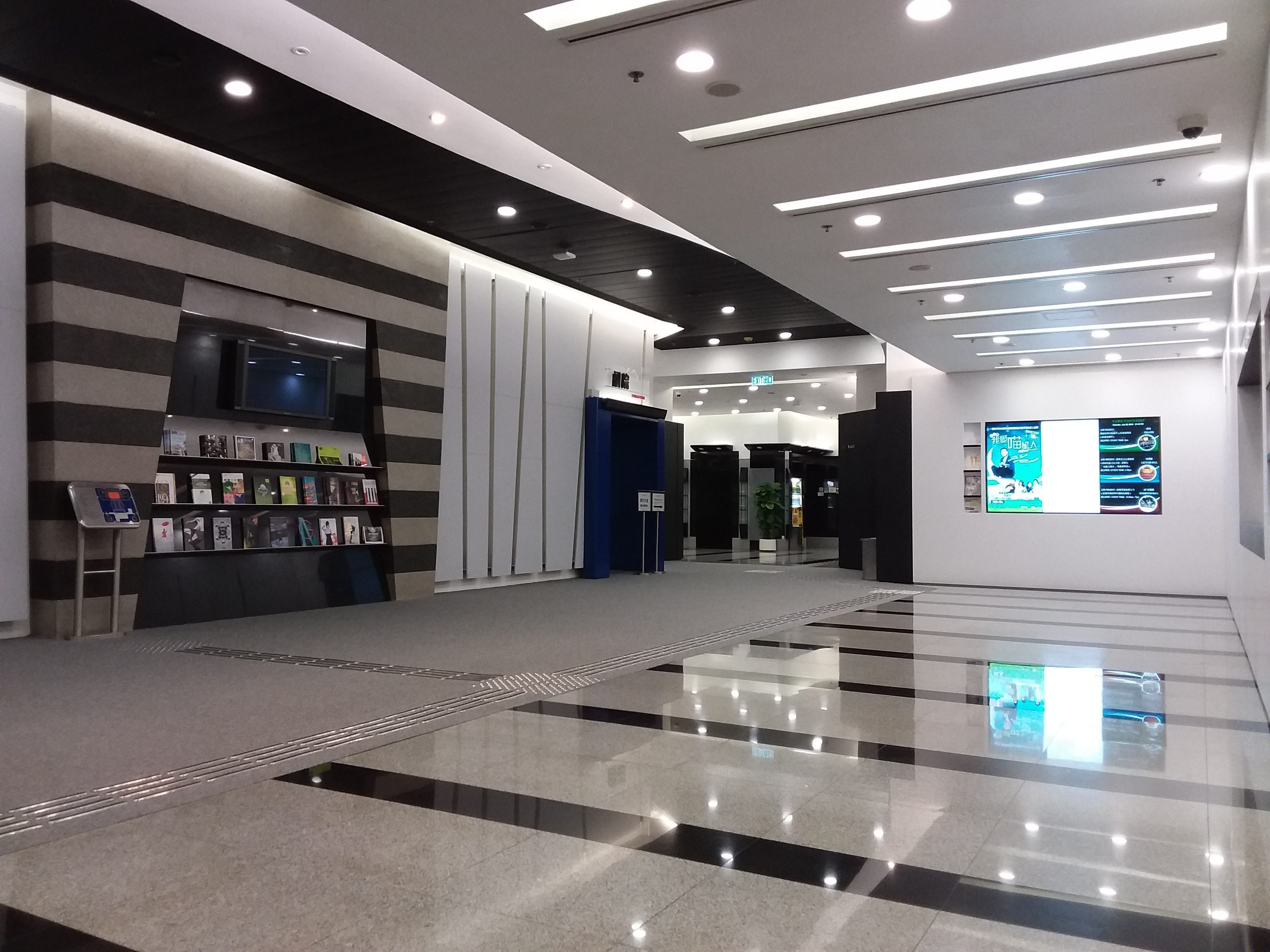
上環文娛中心大堂

## 外部連結
- 康文署：上環體育館（页面存档备份，存于）
- 康文署：上環文娛中心（页面存档备份，存于）
- 食環署：上環街市（页面存档备份，存于）
- 香港巴士大典：「上環文娛中心」巴士站資料
- 古物古蹟辦事處：中西區文物徑 - 上環街市南座舊址（上環市政大廈）（页面存档备份，存于）

22°17′10″N 114°08′59″E / 22.286193°N 114.1497605°E